# Nitisinone
 (juillet 2016).
Si vous disposez d'ouvrages ou d'articles de référence ou si vous connaissez des sites web de qualité traitant du thème abordé ici, merci de compléter l'article en donnant les références utiles à sa vérifiabilité et en les liant à la section « Notes et références ».
La nitisinone est une molécule servant à traiter la tyrosinémie type 1. La nitisinone fut à l'origine développée dans le but d'être commercialisée comme un herbicide.